# Colditz (televisieserie)
Colditz was een Britse televisieserie, uitgezonden tussen 1972 tot 1974 en gaat over krijgsgevangenen die tijdens de Tweede Wereldoorlog zijn opgesloten in Oflag IV C in Slot Colditz en proberen te ontsnappen. De serie was een coproductie tussen de BBC en de Universal Studios. In Nederland werd de serie onder dezelfde titel uitgezonden. Een klein gedeelte van de opnames voor de serie is gemaakt in een kasteel in Schotland, Stirling Castle Filmen op locatie was niet mogelijk: Kasteel Colditz lag van 1949 tot 1990 in de DDR.

## Verhaal
Colditz is gebaseerd op ware gebeurtenissen. Tijdens de Tweede Wereldoorlog werden krijgsgevangen door de Duitsers opgesloten in krijgsgevangenkampen, de zogenaamde Stalags. Stalag is een afkorting van Stammlager, wat op zich weer een afkorting is van "Mannschaftsstamm- und Straflager". Officieren die probeerden te ontsnappen uit een Stalag of die op een andere manier te boek stonden als moeilijke krijgsgevangenen, werden overgeplaatst naar het beruchte Colditz. Dat was een gevangenis die door de Duitsers werd gezien als een plaats waaruit ontsnappen onmogelijk was. Colditz is de naam van een stadje tussen Leipzig en Dresden in Saksen en het kasteel daar. Het kasteel had in de oorlog de naam Oflag IV C. Oflag staat voor Offizierslager. Gedurende de oorlog werden er onder andere officieren uit Nederland, Polen, Frankrijk en Amerika opgesloten. De serie volgt met name de ontsnappingspogingen van de Britten. Andere nationaliteiten komen wel in beeld, maar meer als figuranten. Dit laatste doet geen eer aan bijvoorbeeld de Nederlanders, die actief meededen aan ontsnappingen, de eerste succesvolle ontsnapping voor hun rekening namen en relatief ook de meeste 'homeruns' hadden (werd na een ontsnapping daadwerkelijk de woonplaats of ten minste een neutraal land bereikt, dan noemde men dat een homerun). Omdat de officieren in een Oflag geen arbeid hoefden te verrichten, had men alle tijd voor ontsnappingen. We zien hoe er kleding wordt vervaardigd (bijvoorbeeld Duitse uniformjassen), tunnels worden gegraven, misleidingspogingen worden gedaan, papieren vervalst en poppen gemaakt (om te verhullen dat iemand is ontsnapt). Daarnaast is de verveling te zien, de pret (de talloze revues), de wanhoop (als het ontsnappen niet wil lukken) en de heimwee. Ook onmogelijke ontsnappingspogingen komen aan bod, zoals het bouwen van een zweefvliegtuig op de zolder. Niet alleen de Britten worden gevolgd, maar ook de Duitsers. Zo wordt de altijd zo flegmatieke commandant van Colditz zwaar getroffen als zijn zoon in Rusland wordt overreden door een tank. De serie eindigt in 1945 met de bevrijding van het kamp door de Amerikanen.

## Productie
De serie is opgezet door Brian Degas en producent Gerard Glaister. Het hoge waarheidsgehalte van de serie is te danken aan de inzet van Major Pat Reid, die als historisch consulent werd ingehuurd. Reid was tijdens de oorlog de ‘escape officer’ van Colditz, de officier die de leiding had over de ontsnappingen. Er werden enkele populaire acteurs aangetrokken om de serie meer bekendheid te geven. Zo speelde de bekende Amerikaanse acteur Robert Wagner een Amerikaanse piloot die was neergeschoten en geïnterneerd in Colditz. David McCallum, in de jaren zestig wereldberoemd door de serie The Man from U.N.C.L.E. speelde Flight Lieutenant Simon Carter.

## Rolverdeling
- David McCallum – Flight Lieutenant Simon Carter
- Robert Wagner – Major Phil Carrington
- Jack Hedley – Lieutenant Colonel John Preston
- Edward Harwicke – Captain Pat Grant
- Richard Heffner - Captain Tim Downing
- Paul Chapman - Captain George Brent
- Christopher Neame - Lieutenant Dick Player
- Bernard Hepton – Kommandant Karl
- Anthony Valentine – Major Horst Mohn
- Hans Meyer – Hauptmann Ulmann

## Afleveringen
Seizoen 1:
1. The Undefeated
2. Missing, Presumed Dead
3. Name, Rank and Number
4. Welcome to Colditz
5. Maximum Security
6. The Spirit of Freedom
7. Lord, Didn’t it Rain
8. The Traitor
9. Bribery and Corruption
10. Tweedledum
11. Court Martial
12. Murder?
13. The Way Out
14. Gone Away, Part 1 (Gone Away)
15. Gone Away, Part 2 (With the Wild Geese)

Seizoen 2:
1. Arrival of a Hero
2. Ghosts
3. Odd Man in
4. The Guests
5. Frogs in the Well
6. Ace in the Hole
7. French Leave
8. The Gambler
9. Senior American Officer
10. Very Important Person
11. Chameleon
12. Death Sentence
13. Liberation